# Gran Gasoducto del Sur

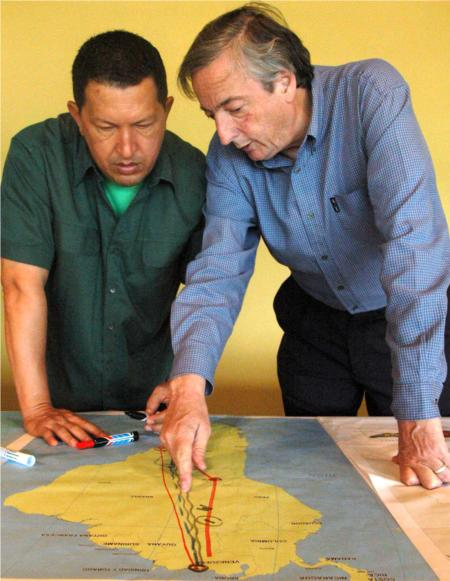
Chavez et Kirchner étudiant le tracé

Le Gran Gasoducto del Sur était un projet défendu au milieu des années 2000, visant à la construction d'un immense gazoduc permettant l'exportation de gaz naturel produit au Venezuela vers l'Argentine et le sud du Brésil. Le projet a été présenté lors d'une réunion du Mercosur en 2005 et a été défendu pendant quelques années avant de perdre son intérêt,,.
Si le tracé exact du pipeline, qui devait traverser la forêt amazonienne, n'a jamais été fixé, certaines caractéristiques techniques l'étaient déjà :
- Un diamètre de 66 pouces (1 700 mm) pour la conduite principale
- Une branche Marabá-Fortaleza  de plus petit diamètre
- Une capacité de livrer 12,75 milliards de m3 par an à Fortaleza et 15 à São Paulo

Le coût de construction avait été estimé dans la fourchette 17-23 milliards de dollars américains.